# 암스 컨트롤
암스 컨트롤(arms control)은 기습에 대한 경계체제의 정비, 핵무기·미사일의 관리, 핵실험의 억제 혹은 전쟁방지를 목적으로 하는 군비의 규제·관리를 말한다. 전의하여 군비의 규제에 관한 국제적인 결정을 말하기도 한다. 화기, 재래무기, 대량살상무기의 개발, 제작, 확산, 이용의 국제적 이용을 포괄한다. 암스 컨트롤은 국제 조약을 통해 동의하는 참가국들에 이러한 제한을 부과하고픈 외교적 이용을 통해 보통 실현되지만 동의하지 않는 국가에 제한을 강제하기 위한 노력의 역할을 할 수도 있다. 군축, 군비 제한, 군비 축소, 무기 규제 등으로 번역된다.

## 같이 보기
- 군수산업
- 무기 밀매
- 민간군사기업